# Eumorpha drucei
Eumorpha drucei är en fjärilsart som beskrevs av Rothschild och Jordan 1903. Eumorpha drucei ingår i släktet Eumorpha och familjen svärmare. Inga underarter finns listade i Catalogue of Life.